# Vendegies-sur-Écaillon
Vendegies-sur-Écaillon ist eine französische Gemeinde mit 1123 Einwohnern (Stand 1. Januar 2022) im Département Nord in der Region Hauts-de-France. Sie gehört zum Kanton Caudry im Arrondissement Cambrai. Die Bewohner nennen sich Vendegeois.

## Geografie
Die Gemeinde Vendegies-sur-Écaillon liegt am Écaillon in der historischen Grafschaft Hennegau, zwölf Kilometer südlich von Valenciennes. Sie grenzt im Norden an Quérénaing, im Nordosten an Artres und Sepmeries, im Osten an Bermerain, im Süden an Saint-Martin-sur-Écaillon, im Südwesten an Haussy und Verchain-Maugré sowiw im Westen an Sommaing.                                Chaussée Brunehaut

## Bevölkerungsentwicklung
| Jahr                       | 1962 | 1968 | 1975 | 1982 | 1990 | 1999 | 2010 | 2021 |
| Einwohner                  | 814  | 813  | 802  | 911  | 1006 | 1029 | 1121 | 1118 |
| Quellen: Cassini und INSEE |      |      |      |      |      |      |      |      |

## Sehenswürdigkeiten
Siehe auch: Liste der Monuments historiques in Vendegies-sur-Écaillon

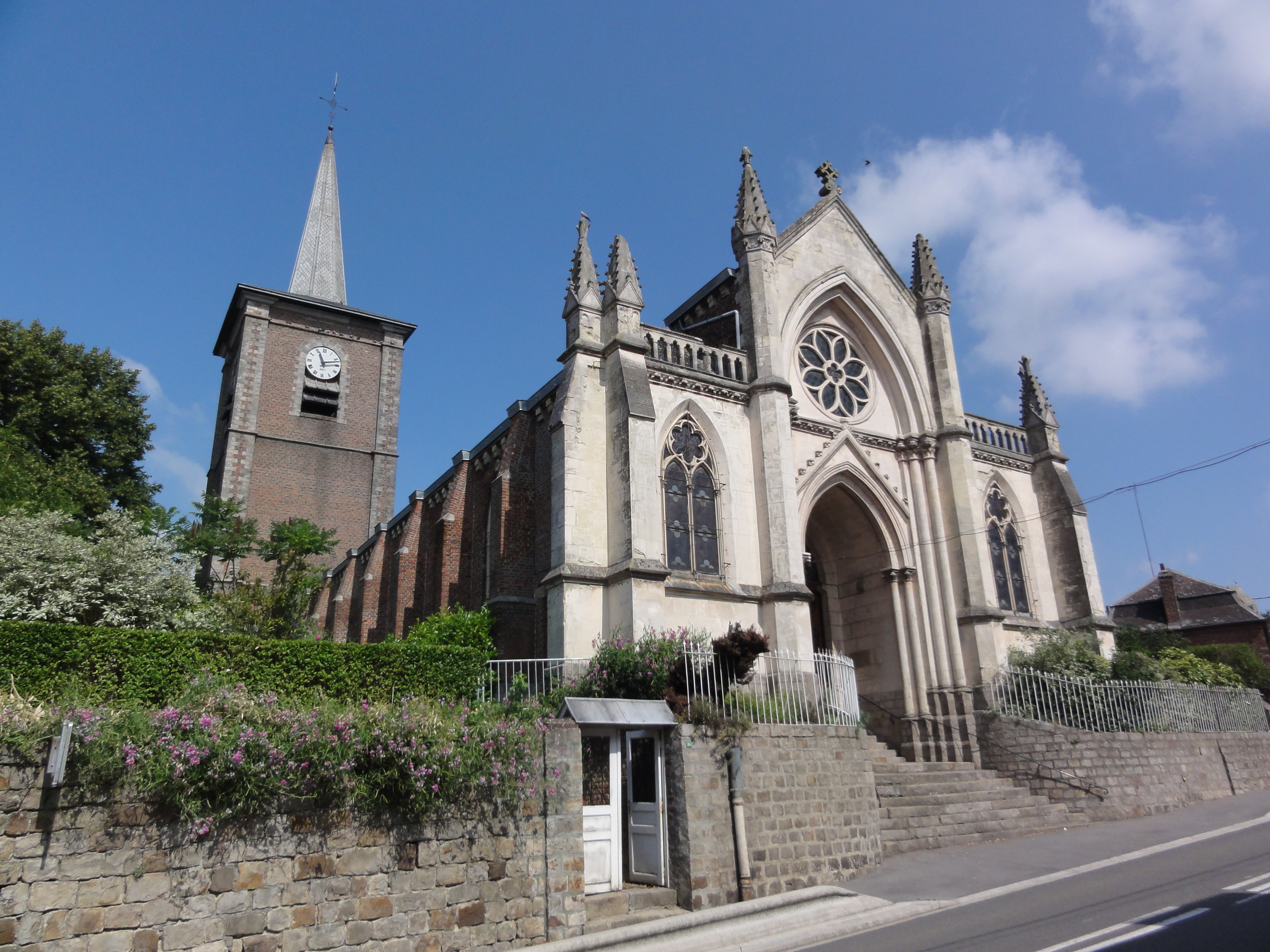
Kirche Saint-Saulve
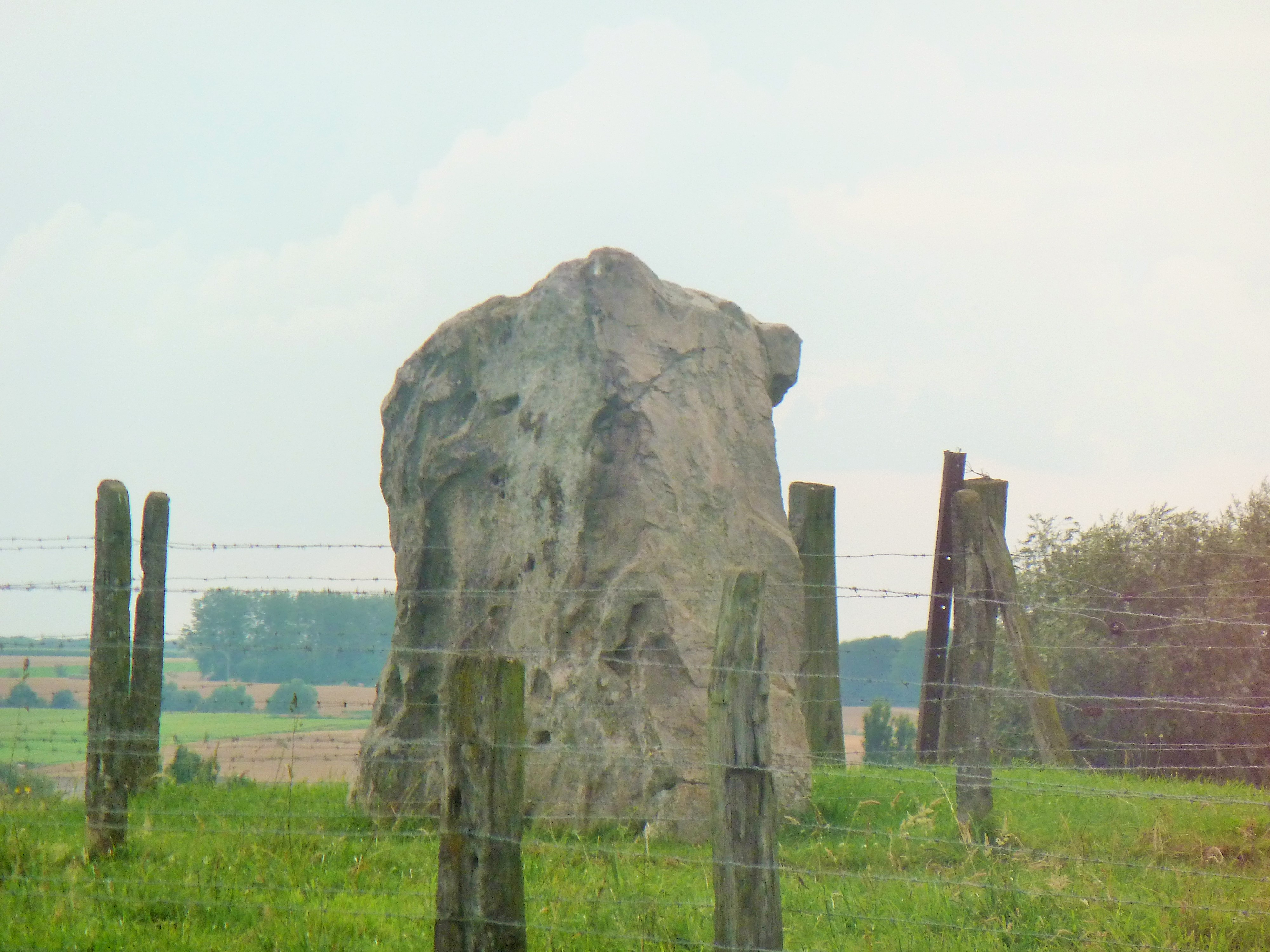
Menhir Le Gros Caillou oder Grès Montfort (Monument historique)
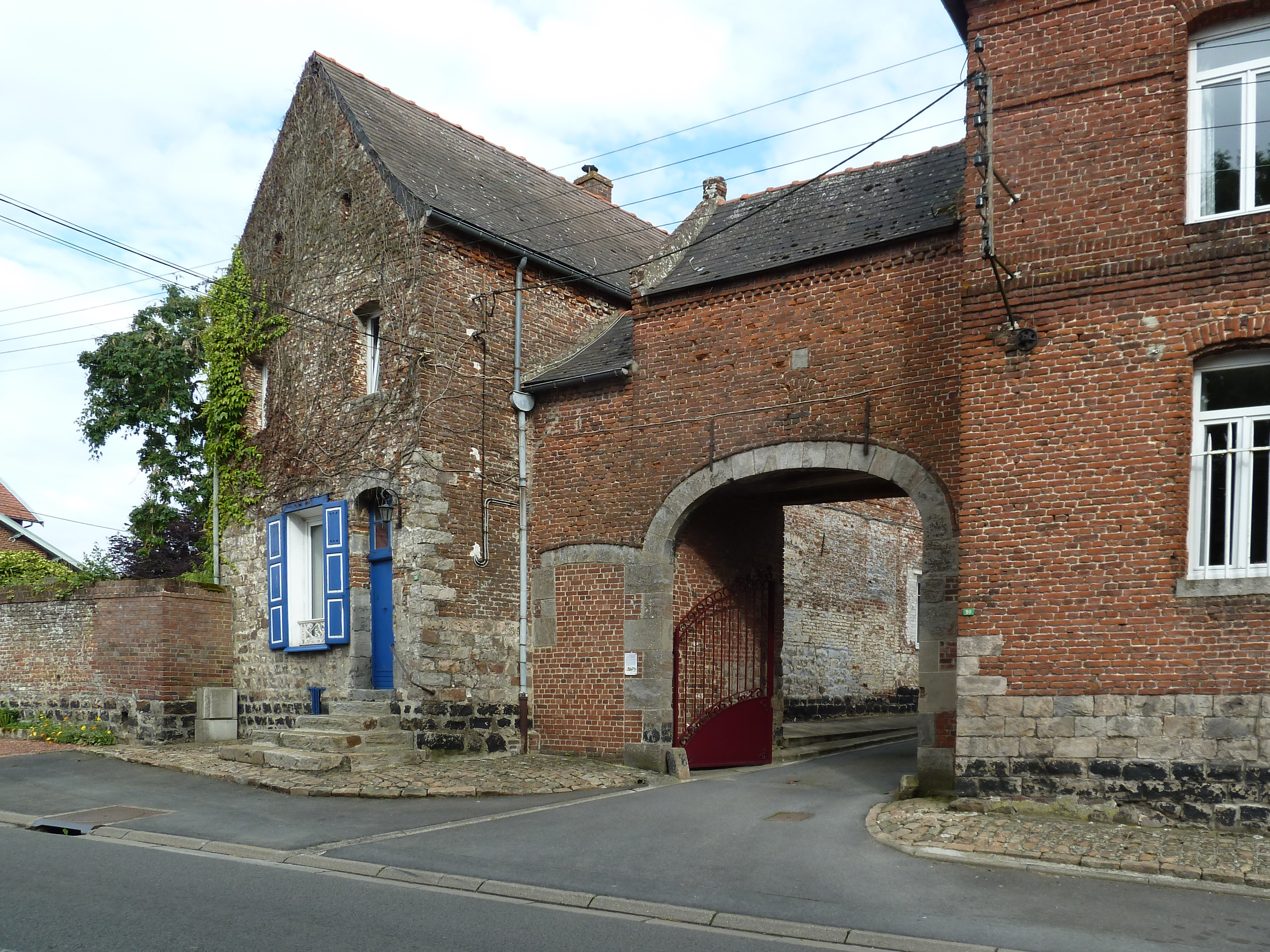
Ehemalige Brauerei
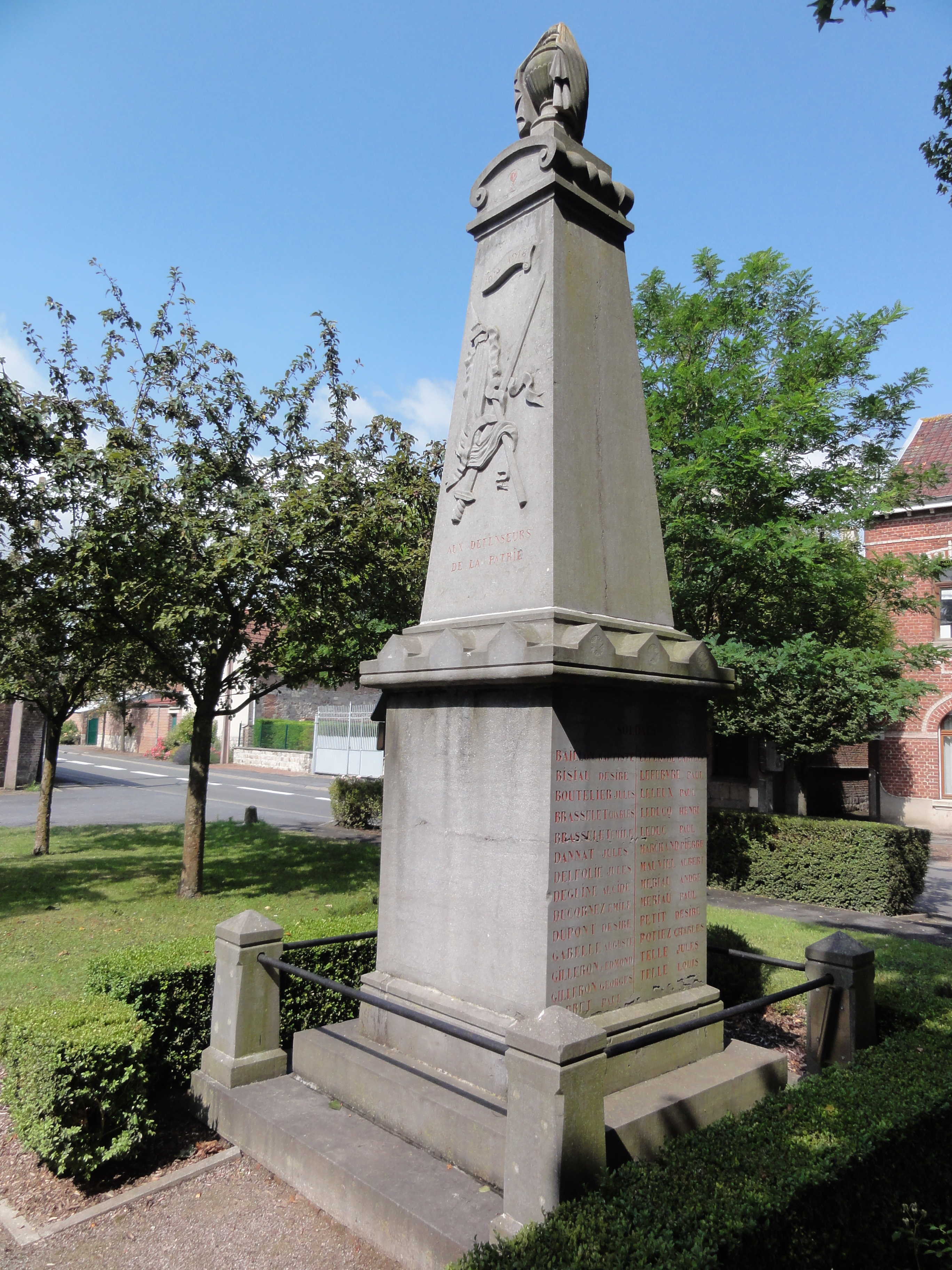
Gefallenendenkmal

- Wasserturm
- Britischer Soldatenfriedhof
- Kriegerdenkmal

- Kirche Saint-Saulve
- Menhir Le Gros Caillou (Vendegies-sur-Écaillon)
- Ehemalige Brauerei
- Gefallenendenkmal